# Wegzoll
Wegzoll (auch Wegezoll oder Wegegeld) war eine Abgabe an den jeweiligen Grundherrn von Reisenden und Kaufleuten, damit dieser Personenkreis die Straßen und Wasserwege des Landes nutzen durfte. Wegzoll, auch durchgesetzt durch den Straßenzwang, war besonders im Mittelalter stark verbreitet und neben den Zahlungen aus dem Stapelrecht eine wichtige Einnahmequelle. Heute ist der artverwandte Begriff Maut geläufiger.

## Geschichte

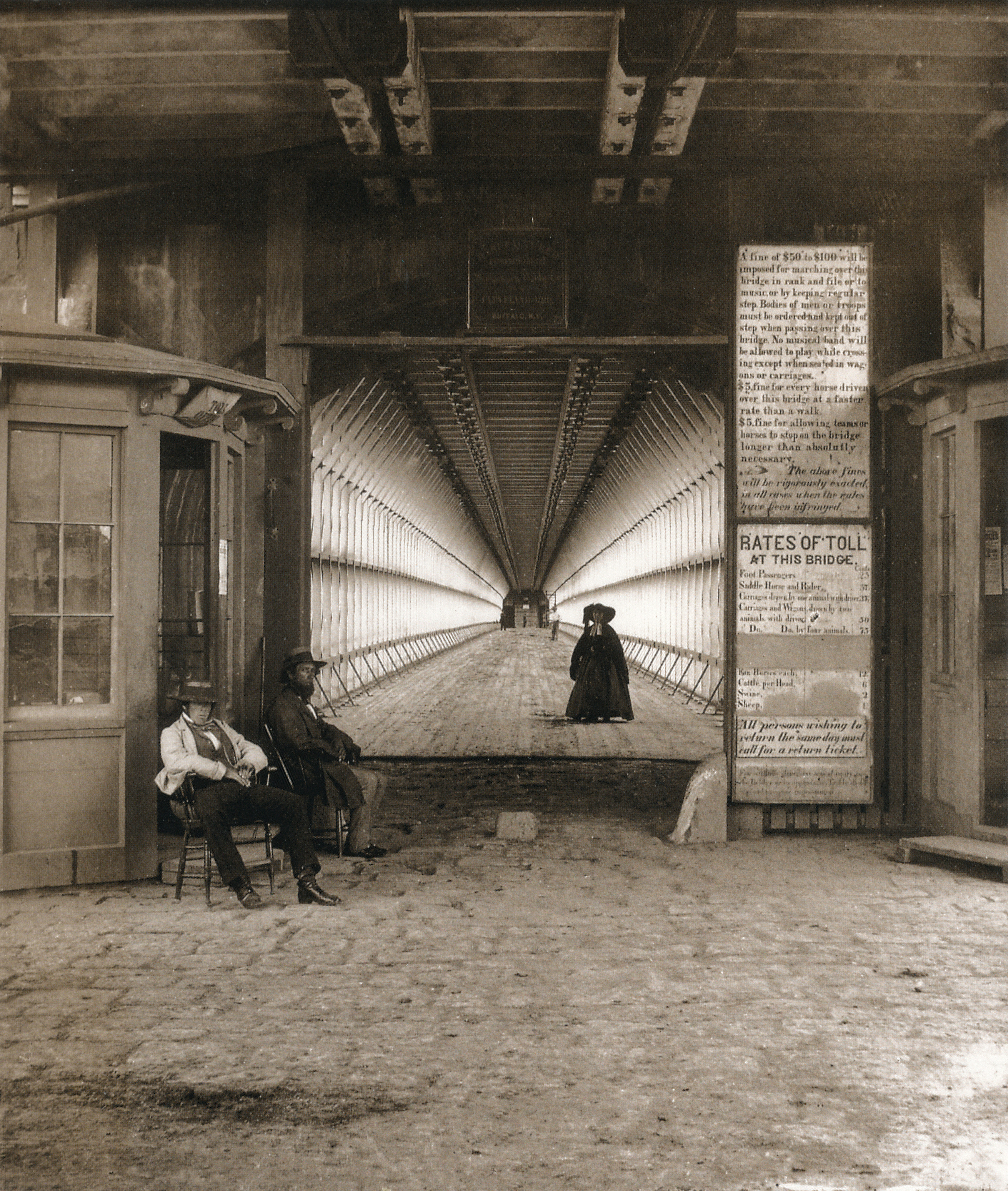
Brückenzoll bei der Niagara Falls Suspension Bridge (1859)

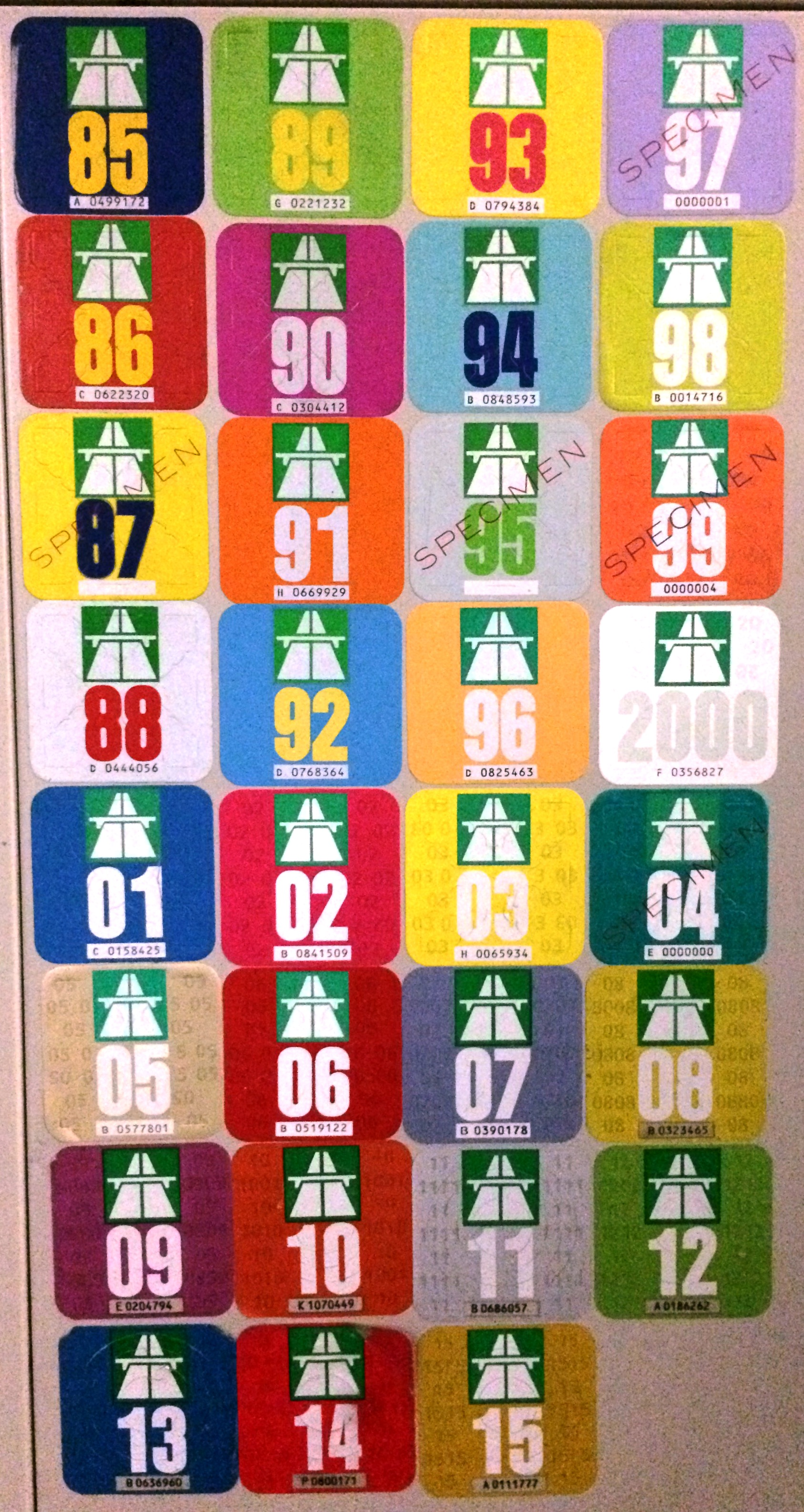
Vignetten bzw. deren Specimen, 1985–2015

Wegzoll musste meist an strategischen Stellen wie Brücken oder Stadttoren entrichtet werden. In Europa geht der Wegzoll auf germanische Stämme zurück, die Abgaben von Reisenden verlangten, wenn sie Gebirgspassagen durchqueren wollten. Wegzoll musste dann seit dem Mittelalter besonders im Heiligen Römischen Reich gezahlt werden. Hierfür bildete sich ein Passagesystem heraus: Es gab an einer Route mehrere Zollstellen, an denen geringe Abgaben erhoben wurden. Beispiele waren der Ochsenweg in Schleswig-Holstein mit den Zollstätten an der Königsau sowie in Rendsburg, Neumünster, Bramstedt und Ulzburg sowie die Gabler Straße mit der Burg Karlsfried als Zollstelle. Eine weitere Form des Wegzolls war das Liniengeld, welches beim Einfahren in die Stadt Wien ab Beginn des 18. Jahrhunderts entrichtet werden musste.
Eine spezielle Form des Wegzolls war der Pflasterzoll, der für die erstmalige Pflasterung und den anschließenden Unterhalt gezahlt werden musste. In Lünen gab es an einer Straßenanhöhe beim Passieren  den Siebenpfennigsknapp.
Beim Erheben des Wegzolls gab es keine bindenden Vorschriften, weshalb oft Willkür herrschte. Der Übergang vom Zoll zum Raub war gleitend. Zwar standen die Zölle den Landesherren zu, doch die von ihnen auf den Zollburgen eingesetzten Ministerialen entschieden oft selbständig über ihre Höhe und das von ihnen einbehaltene Entgelt.
Das heutige Mautverbot von Verfassungsrang in der Schweiz (Art. 82 Abs. 3 BV) ist eine Folge der Wegzölle im 19. Jahrhundert, die den Handel und Wirtschaft übermäßig behinderten.

## Schiffszoll

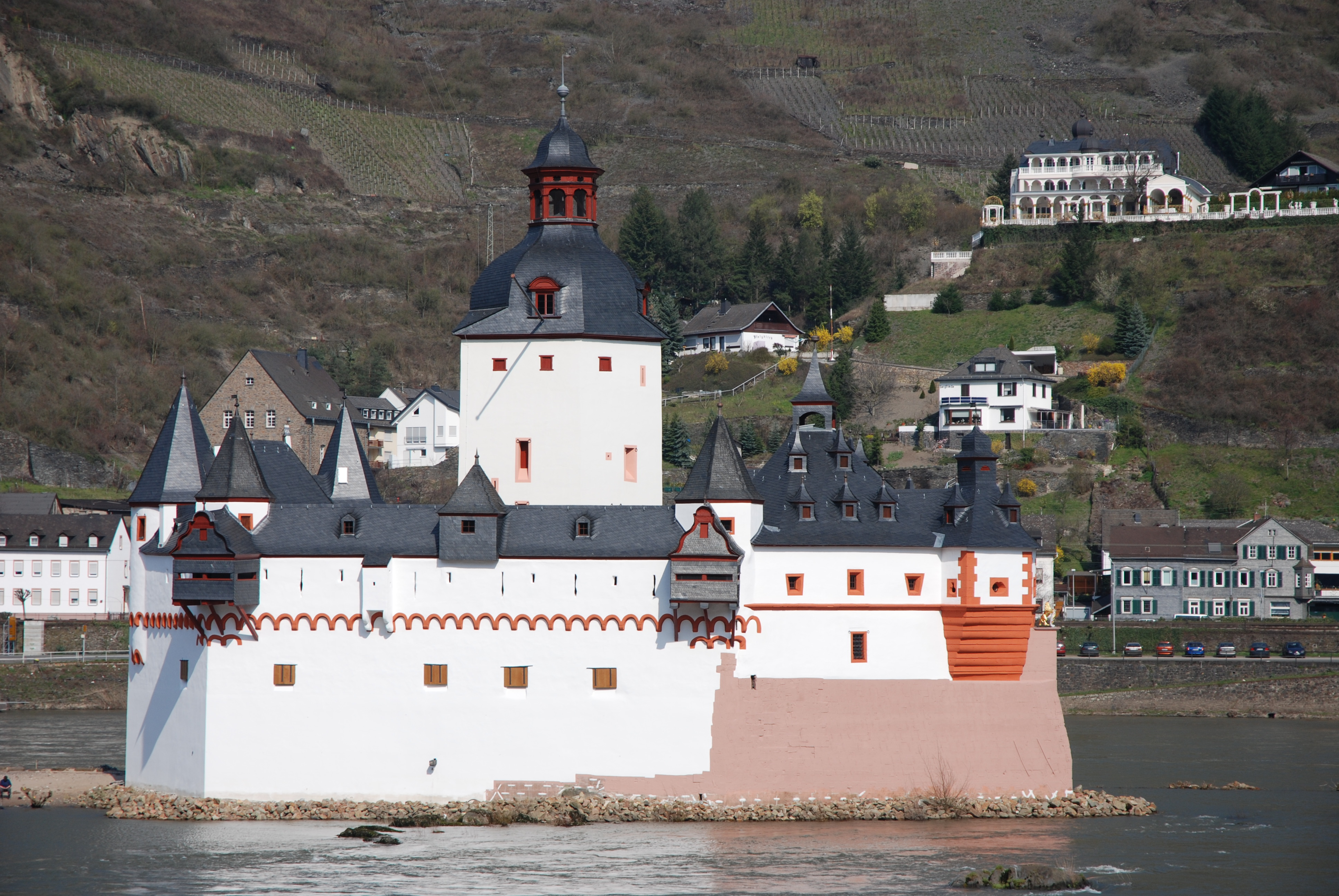
Burg Pfalzgrafenstein bei Kaub im Rhein

Eine weitere Form des Wegzolls war der Schiffszoll, der für die Nutzung eines Wasserweges erhoben wurde. Außerhalb der Städte gab es als Zollstationen auch spezielle Anlagen, die Zollburgen: So wurde etwa Schloss Loevestein in den Niederlanden an einem strategischen Punkt errichtet, an dem sich zwei Flüsse trafen. Hier mussten Schiffe und Boote einen Schiffszoll zahlen, um weiter den Fluss nutzen zu können.
Das Königreich Dänemark ließ für die Durchsetzung des Sundzolls das Schloss Kronborg erbauen.
In einer auf die Burganlage in Cochem bezogenen Urkunde vom 17. März 1130, die der Pfalzgraf Wilhelm von Ballenstedt ausstellen ließ, wird ein an der Mosel üblicher Schiffszoll genannt. Die im Rhein gelegene Burg Pfalzgrafenstein bei Kaub diente der Erhebung eines Schiffszolls. Eine weitere bekannte Zollstätte am Rhein war seit 1174 die Kaiserpfalz Kaiserswerth.